# 高島信二
高島 信二（たかしま しんじ、1960年10月23日 - ）は、日本のミュージシャン、作曲家、音楽プロデューサー。元「オメガトライブ」（OMEGA TRIBE）のギタリスト。神奈川県横浜市出身。血液型はO型。

## 人物
オメガトライブの前身となる「きゅうてぃぱんちょす」のギタリストとして杉山清貴（ボーカル）、千住明（キーボード）らと共に、第19回ヤマハポピュラーソングコンテスト（1980年5月）に出場。同コンテストでの入賞をきっかけとし、藤田浩一のプロデュースにより1983年3月に「杉山清貴&オメガトライブ」としてデビューした。
「きゅうてぃぱんちょす」は高島が吉田健二（ギター）と出会って意気投合したことから始まる。杉山がボーカルとして加わった当初はドゥービー・ブラザーズのナンバーを演奏するなど、そのサウンドはロック色の強いものであった。しかしオメガトライブのプロジェクトにあたり、プロデューサー藤田は洋楽リスナーと歌謡曲のマーケット双方をターゲットとする方向性をグループに提示、メンバーはこれを了承しプロジェクトが始動した。
メインとなる曲作りには作曲家・林哲司が起用され、メンバーのオリジナル曲も志熊研三（ディレクターも担当）・松下誠・後藤次利等の編曲家により林のカラーに近いアレンジが施された。目指す音楽はブラコンとフュージョン、AORの要素を持つ新しい「日本のポップス」であった。作詞は康珍化や秋元康が主に担当。藤田によれば、コンセプトは「海の香りのする都会的なサウンド」である。夏・海・リゾートをキーワードにリリースされる曲は、時代の要求にリンクしてヒットチャートを賑わすこととなり、サマーソングのバンドイメージも定着していった。
こうしたプロデュースの方向性とメンバーのオリジナリティとの葛藤もあり、「杉山清貴&オメガトライブ」は1985年に解散する。翌1986年にはカルロス・トシキをボーカルに迎え、第2期プロジェクト「1986オメガトライブ」がスタート、メインの作家を売野雅勇、有川正沙子（作詞）、和泉常寛（作曲）、新川博（編曲）に変更するなど、音楽性も変化を見せた。また、高島をはじめとしたメンバーのオリジナル曲も杉山時代より多く採用されている。この後の「カルロス・トシキ&オメガトライブ」の解散（1991年）により、グループとしてのプロジェクトは終了することとなる。高島はそれまでの間、前身グループ結成～ポプコン出場時期を含めると、一貫して在籍した唯一のメンバーであった。
オメガトライブ解散後はきゅうてぃぱんちょす時代途中から一緒に活動した西原俊次（キーボード）とともに新たなバンド「DOME（ドーム）」（ボーカル：三上哲）を結成し、フジテレビのワイドショー『TIME3 タイム・スリー』の番組テーマ曲となる『女神たちに逢える日』をリリース、その後は「WEATHER SIDE」（ボーカル：高取秀明）で音楽活動を行った。両バンドは藤田の手を離れ、高島と西原のオリジナル作品が中心となっている。また、DOME結成後に展開された「ブランニュー・オメガトライブ」は新井正人ボーカルのソロプロジェクトであり、高島は参加していない。
DOMEの時期には音楽制作を行う「ビーイング」に所属しプロデューサー・ディレクターとしての活動も開始。WEATHER SIDE解散以降は音楽制作が活動の中心となる。プロデューサー・ディレクターとしてBON-BON BLANCO、上木彩矢、WANDS、Naifu他、プロダクションマネージャーとしてTUBE、倉木麻衣他を担当。演奏／コーラスでも多くの音楽制作に参加している。　
私生活では2人の子供（1男1女）を持つ父親である。

## 経歴
- 1978年12月、「きゅうてぃぱんちょす」を結成。横浜のライヴハウスに集まるメンバーからなり、結成当初は十数名の大所帯であった。コーラス担当にはその後オメガトライブに先行してメジャーデビューする女性コーラスグループ「シュガー」の毛利公子と長澤久美子がいた。当時高島は神奈川県立港北高等学校に在学中で、メンバーの多くは高校生であった。
- 1980年5月11日、「きゅうてぃぱんちょす」にて第19回ヤマハポピュラーソングコンテストに入賞。同年10月の第20回大会では落選となったものの、音楽プロデューサー藤田浩一の目に止まることとなった[3]。
- 1983年3月23日、藤田のプロデュースにより、「杉山清貴&オメガトライブ」として第12回東京音楽祭国内大会において『SUMMER SUSPICION』でデビューし、同大会でゴールデンアップル賞（大賞）を受賞。
- 1983年3月27日、同音楽祭世界大会に出場し、TBS賞を受賞。
- 1983年4月21日、同曲をバップよりリリース。
- 1985年12月、「杉山清貴&オメガトライブ」を解散。
- 1986年5月1日、「1986オメガトライブ」にて君は1000%をリリース。
- 1988年3月、メンバー構成の変更（ギター担当黒川照家の脱退）により「カルロス・トシキ&オメガトライブ」となる[5]。
- 1991年1月、「カルロス・トシキ&オメガトライブ」の解散を発表。2月～3月にかけ行われた解散コンサートツアーを最後にグループとしてのオメガトライブの活動は終止符を打つこととなった。
- 1992年5月、元オメガトライブの西原俊次（キーボード）とともに 三上哲をボーカルに迎え、「DOME」（ディー・オメ）を結成、『女神たちに逢える日』（NECアベニューよりリリース）はフジテレビのワイドショー『TIME3 タイム・スリー』の番組テーマ曲となる。「DOME」でのリリースは同シングルとアルバム『DOME』各1枚となる。[6]
- 1994年4月21日、新たに高取秀明をボーカルに迎え、「 「WEATHER SIDE」結成し、『風を抱いて』をポニーキャニオンよりリリース、1995年までにシングル3枚、アルバム3枚を発表した。
- 1996年、「WEATHER SIDE」を解散。以後は音楽制作が活動の中心となる。
- 2004年2月、杉山清貴&オメガトライブの再結成に参加、NHKホール（2月11日）、愛知厚生年金会館 （2月14日）、大阪厚生年金会館（2月15日）でコンサートを行う。
- 2009年に元オメガトライブの大島孝夫・吉田健二、エイプリルバンドの吉浦芳一・加藤隆之と『ヘルスホークス』を結成（その後『3aka2yoshi』に改名）するなど、ライブ活動も継続している[7]。

## 作曲作品
※アーティスト別

### 杉山清貴&オメガトライブ
- FAREWELL CALL（1985年3月6日）
作詞： 秋元康、作曲： 高島信二、編曲： 志熊研三
- THE END OF THE RIVER（1985年7月1日）
作詞： 有川正沙子、作曲： 高島信二、編曲： 松下誠
- 夕凪通信（1985年12月11日）
作詞： 佐々木清隆、作曲： 高島信二、編曲： 志熊研三

### 1986オメガトライブ
- Blue Reef（1986年7月23日）
作詞： 矢野朝子、作曲： 高島信二、編曲： 新川博
- Older Girl（1986年7月23日）
作詞： 藤田浩一、作曲： 高島信二、編曲： 船山基紀
- Lady Free（1987年2月4日）
作詞：有川正沙子、作曲： 高島信二、編曲： 新川博
- Sand On The Seat（1987年11月18日）
作詞：有川正沙子、作曲： 高島信二、編曲： 船山基紀

### カルロス・トシキ&オメガトライブ
- 失恋するための500のマニュアル（1989年2月8日）
作詞：売野雅勇、作曲： Carlos,Toshi,Shinji、編曲： 新川博
- 1000 Love Songs（1987年11月18日）
作詞：田口俊、作曲： Carlos,Toshi,Shinji、編曲： 新川博
- ヘミングウェイに逢える海（1989年9月21日）
作詞：田口俊、作曲： JOY McCOY・高島信二、編曲： 新川博
- グレイの渚（1989年9月21日）
作詞：田口俊、作曲： 高島信二、編曲： 新川博
- ツーアウト・フルベース（1990年6月25日）
作詞：小西康陽、作曲： 高島信二、編曲： 新川博
- Winner（1990年7月25日）
作詞：高島信二、作曲： 和泉常寛、編曲： 新川博

### DOME
- 女神たちに逢える日（1992年5月1日）
作詞：石川美奈子、作曲：高島信二、編曲： Kaz(Mac)Degawa
- 女神たちに逢える日（Album Version（1992年5月21日）
作詞：石川美奈子、作曲：高島信二、編曲： Kaz(Mac)Degawa
- Live in a dream（1992年5月21日）
作詞：亜蘭知子、作曲： 高島信二、編曲： 新川博
- 蒼い月のTemptation（1992年5月21日）
作詞：三上哲、作曲：高島信二、編曲： Kaz(Mac)Degawa
- For you（1992年5月21日）
作詞：高島信二、作曲： 高島信二、編曲： Ken(Lionel)shiguma
- 8月の恋（1992年5月21日）
作詞：石川美奈子、作曲： 高島信二、編曲： Ken(Lionel)shiguma

### WEATHER SIDE
- 風を抱いて（1994年4月21日）
作詞：高取秀明、山本秀行、作曲： 高島信二、編曲： 亀田誠治、WEATHER SIDE
- Still I Love You（1994年4月21日）
作詞：高取秀明、山本秀行、作曲： 高島信二、西原俊次、編曲： 亀田誠治、WEATHER SIDE
- 素直になりたくて（1994年5月20日）
作詞：高取秀明、作曲： 高島信二、西原俊次、編曲： 亀田誠治、WEATHER SIDE
- Balance Of Love（1994年5月20日）
作詞：高取秀明、作曲： 高島信二、西原俊次、編曲： 亀田誠治、WEATHER SIDE
- いいのさ、君のままで（1994年9月21日）
作詞：佐藤ありす、作曲： 高島信二、編曲： 亀田誠治、WEATHER SIDE
- 世界よ二人のために回れ（1994年9月21日）
作詞：高取秀明、作曲： 高島信二、西原俊次、編曲： 亀田誠治、WEATHER SIDE
- 想い出へつづく道（1994年10月21日）
作詞：高取秀明、作曲： 高島信二、編曲： 亀田誠治、WEATHER SIDE
- Winter Paradise（1994年10月21日）
作詞：高取秀明、作曲： 高島信二、編曲： 亀田誠治、WEATHER SIDE
- 夏だから（1995年5月19日）
作詞：並河祥太、作曲： 高島信二、編曲： 亀田誠治、WEATHER SIDE
- あの夏をさがして（1995年6月21日）
作詞：並河祥太、作曲： 高島信二、編曲： 亀田誠治、WEATHER SIDE
- ウェディングベルが聴こえたら（1995年6月21日）
作詞：並河祥太、作曲： 高島信二、編曲： 亀田誠治、WEATHER SIDE

### 池田政典
- QUARTERBACK（1987年10月21日）
作詞：田口俊、作曲： 高島信二、編曲： 船山基紀

### 古巨基（レオ・クー）
- 我的天空是称的天空（1995年11月18日）
作詞：周禮茂、作曲： 高島信二、編曲：杜自持

## プロデュース等
（プロデューサー、ディレクター、プロダクトマネージャー、演奏／コーラスとして高島が制作に参加したアーティスト）
※50音順
- 上木彩矢
- Emmy Frandole
- 大葉るか
- GOW-NIKK&MAO
- 北原愛子
- 古巨基（レオ・クー）
- 倉木麻衣
- ZARD
- 高岡亜衣
- 竹井詩織里
- TUBE
- Naifu
- 中島紅音
- 早川えみ
- ひなた
- BON-BON BLANCO
- 前田亘輝
- moca
- 凛々
- WANDS